# Goliathus
Goliathus je rod brouků z podčeledi Cetoniinae čeledi vrubounovití. Český název je goliáš. Jeho příslušníci jsou považováni za jedny z největších brouků na Zemi, posuzováno podle velikosti, objemu a hmotnosti.
Brouky goliáše lze nalézt v mnoha rovníkových pralesech Afriky, kde se živí hlavně mízou stromů a rostlin, nebo ovocnými šťávami. Larvy brouka se živí trouchnivějícím dřevem a v substrátu obsaženými bílkovinami (vajíčky a larvami jiného hmyzu). Je málo známé, že v zajetí byli úspěšně vychováni goliáši od vajíčka až po dospělé imago, za pomocí běžně prodávaného krmiva pro psy a kočky, které je bohaté na proteiny.
Dospělí brouci goliáši měří od 50 do 110 mm a mohou v larválním stadiu dosáhnout hmotnosti od 80 do 100 gramů, ačkoliv hmotnost dospělého brouka je jenom poloviční. Brouk je tak opancéřován, že když letí, připomíná svým letem i zvukem, který jej doprovází, malou helikoptéru. Samice jsou zbarveny od tmavě hnědé po hedvábně bílou, ale samci jsou obvykle hnědo-bílo-černí nebo černo-bílí.

## Klasifikace
Goliáši jsou ve vědecké klasifikaci zařazováni do řádu brouci (Coleoptera), čeledi vrubounovití (vrubounovití), podčeledi zlatohlávci (Cetoniinae), podtribu Goliathini, rodu Goliathus.

## Rozšíření brouka
Všichni brouci druhu Goliathus žijí v rovníkových pralesích v Africe, pouze jeden druh, G. albosignatus, žije v jihovýchodní části Afriky.

## Životní cyklus
Začátkem období dešťů naklade samice goliáše do půdy vajíčka. Larvy goliášů jsou, pro svou vysokou spotřebu proteinů, výjimečnými mezi ostatními z podčeledi zlatohlávkovití. Granule krmiva pro psy a kočky (zahrabaných za určitých podmínek do chovného substrátu), jsou vhodným krmivem pro larvy goliáše chované v zajetí. Do substrátu je pak vhodné přidat zvlhčené tlející listí a dřevo, aby se tak vytvořily co nejvhodnější podmínky pro růst larev. Mladé larvy ve svém prvním vývojovém stadiu tuto směs substrátu a granulí požírají. Za optimálních podmínek trvá larvám několik měsíců, než dorostou do velikosti vhodné k zakuklení. V zajetí dorůstají až 250 mm délky dosahují hmotnosti přesahující 100 gramů. Když larva dosáhne maximální délky, začne si vyzdívat v zemině tenkou a pevnou komůrku kokon, ve které larva prodělává proměnu v kuklu. Přeměna larvy v kuklu je vývojovým stadiem mezi larvou a dospělým broukem. Během stadia kukly jsou tkáně larvy metamorfózou reorganizovány do stavu v jakém je má dospělý jedinec. Jakmile je metamorfóza dokonána, brouk opustí svou kuklu a ve stavu hibernace přečkává dospělý jedinec až do konce období sucha. Když začnou deště, brouk otevře svůj kokon, najde si partnera a celý cyklus začne znova. Dospělí brouci se živí potravinami bohatými na cukr, zvláště pak mízou stromů a šťávami z ovoce. V zajetí se brouk od vylíhnutí dožívá až jednoho roku. V přírodě je délka života zkrácena takovými faktory, jako jsou přirození nepřátelé brouka a počasí.